# مارك سميث (سائق سباق بريطاني)
مارك سميث (بالإنجليزية: Mark Smith)‏ هو سائق سباق بريطاني، ولد في 1965 في Hednesford ‏ في المملكة المتحدة.